# Gerhard Heinzmann (Philosoph)

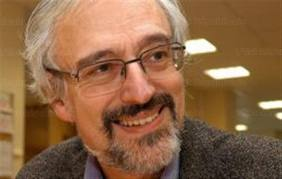
Gerhard Heinzmann

Gerhard Heinzmann (* 1950 in Freiburg im Breisgau) ist ein deutscher Philosoph, tätig als Professor an der Université de Lorraine in Nancy. Als Schüler von Kuno Lorenz hat er die Methode des Erlanger Konstruktivismus in Frankreich bekannt gemacht. Er gilt zudem als Spezialist für Henri Poincaré und hat 1992 das Henri-Poincaré-Archiv in Nancy gegründet, dessen Publikationen er seit 1999 herausgibt.
2014 wurde er zum Mitglied der Academia Europaea gewählt.

## Schriften
- Schematisierte Strukturen. Eine Untersuchung über den „Idoneismus“ Ferdinand Gonseths auf dem Hintergrund eines konstruktivistischen Ansatzes. Haupt, Bern 1982, ISBN 3-258-03146-0 (= Diss. Saarbrücken 1981).
- Zwischen Objektkonstruktion und Strukturanalyse. Zur Philosophie der Mathematik bei Jules Henri Poincaré. Vandenhoeck und Ruprecht, Göttingen 1995, ISBN 3-525-40317-8.
- L’intuition épistémique. Une approche pragmatique du contexte de compréhension et de justification en mathématiques et en philosophie. Vrin, Paris 2013, ISBN 978-2-7116-2466-9.